# Línea principal Keisei
La Línea Keisei (京成本線 Keisei Honsen?) es una línea de ferrocarril privada, de la empresa Ferrocarril Keisei en Japón. Opera servicios entre Tokio y Narita, y es la principal línea de la empresa. Fue construida como un servicio interurbano entre Tokio y Narita, a principios del siglo XX. La línea ha servido como uno de los principales accesos al Aeropuerto Internacional de Narita desde 1978. También sirve a las ciudades que recorre, como Funabashi, Narashinoy Sakura.
Desde 2010, con la apertura de la línea Narita Sky Access, su rol como principal medio de acceso al aeropuerto, se vio disminuido.

## Servicios
Skyliner (スカイライナー sukairainā?)
Entre las estaciones de Keisei Ueno y Keisei Takasago, utiliza la Línea principal Keisei; mientras que entre las estaciones de Keisei Takasago y Aeropuerto de Narita, corre sobre la línea Narita Sky Access. Su recorrido tiene una duración de 44 minutos (36 desde la estación Nippori y la estación Terminal 2 del aeropuerto). Todos los trenes se detienen en las estaciones: Keisei Ueno, Nippori, Terminal 2 del aeropuerto y Aeropuerto de Narita
City Liner (シティライナー?)
Desde Keisei Ueno hasta Keisei Narita. Los trenes se detienen en las estaciones de Nippori, Aoto, Keisei Funabashi, y Keisei Narita.
Expreso Acceso (アクセス特急 Akusesu Tokkyū?)
Sin recargo, funciona desde Keisei Ueno o la línea Oshiage hasta el aeropuerto de Narita; vía la línea Narita Sky Access entre las estaciones de Keisei Takasago y Aeropuerto de Narita.
Expreso Limitado (verde) (快速特急 Kaisoku Tokkyū?)
Sin recargo, funciona desde Keisei Ueno o la línea Oshiage hasta el aeropuerto de Narita. Solo funciona durante la durante la mañana y tarde. Funciona desde Keisei Ueno o la línea Oshiage, hacía Hokusō, Aeropuerto de Narita o Shibayama Chiyoda. Se detiene en Keisei Ueno, Nippori, Aoto, Keisei Takasago, Keisei Yawata, Keisei Funabashi, Keisei Tsudanuma, Yachiyodai, Katsutadai y Keisei Sakura, Keisei Narita, y el aeropuerto de Narita (terminales 1 y 2).
Expreso Limitado (roja) (特急 Tokkyū?)
Sin recargo, solo funciona durante tarde por la mañana y temprano por la tarde. Funciona desde Keisei Ueno o la línea Oshiage, hacía Hokusō, Aeropuerto de Narita o Shibayama Chiyoda. Se detiene en las estaciones Keisei Ueno, Nippori, Aoto, Keisei Takasago, Keisei Yawata, Keisei Funabashi, Keisei Tsudanuma, Yachiyodai, Katsutadai y Keisei Sakura; luego en todas las estaciones de Osakura, Shisui, Sogosando, Kozunomori, Narita; luego en el aeropuerto de Nartia (terminales 1 y 2) o en Higashi-Narita y Shibayama-Chiyoda.
Expreso suburbano (通勤特急 Tsūkin Tokkyū?)
Funciona desde la estación Keisei Ueno o la línea Oshiage, al aeropuerto de Narita o Shibayama Chiyoda; solo durante la mañana y tarde. Para en las estaciones del Expreso Limitado al oeste de Katsutadai y en las del Local, al este esta.
Rápido (快速 Kaisoku?)
Funciona desde la estación Keisei Ueno o la línea Oshiage, al aeropuerto de Narita o Shibayama Chiyoda; para en las estaciones de Keisei Ueno, Nippori, Aoto, Keisei Takasago, Keisei Koiwa, Keisei Yawata, Higashi Nakayama, Keisei Funabashi, Funabashi Keibajō and Keisei Tsudanuma, y luego en todas.
Local (普通 Futsū?)
También llamado a veces como Kakueki-Teisha (各駅停車?). Para en todas las estaciones desde el 17 de julio de 2010, anteriormente solo entre Aoto y Takasago, y hacía otras líneas Keisei.

## Estaciones
Leyenda
- ● : Todos los trenes se detienen
- │ : Ningún tren se detiene
- ◇ : Algunos expresos limitados se detienen cuando el Hipódromo de Nakayama está funcionando.

Notas
- Los servicios de Skyliner y Expreso Acceso no se muestran.
- locales se detienen en todas las estaciones.

| N.º  | Estación                  | Japonés      | Longitud (km) | Rápido | Expreso Suburbano | Expreso Limitado (Roja) | Expreso Limitado (Verde) | Transferencias | Ubicación  | Ubicación           |
| ---- | ------------------------- | ------------ | ------------- | ------ | ----------------- | ----------------------- | ------------------------ | --- | ---------- | ------------------- |
| KS01 | Keisei Ueno               | 京成上野     | 0.0           | ●      | ●                 | ●                       | ●                        | Tōhoku Shinkansen, Yamagata Shinkansen, Akita Shinkansen, Jōetsu Shinkansen, Nagano Shinkansen, Línea Yamanote, Línea Keihin-Tōhoku, Línea Takasaki, Línea Utsunomiya, Línea Jōban (Estación Ueno) Línea Ginza Línea Hibiya (Estación Ueno) | Taitō      | Prefectura de Tokio |
| KS02 | Nippori                   | 日暮里       | 2.1           | ●      | ●                 | ●                       | ●                        | Línea Yamanote, Línea Keihin-Tōhoku, Línea Jōban Nippori-Toneri Liner | Arakawa    | Prefectura de Tokio |
| KS03 | Shin-Mikawashima          | 新三河島     | 3.4           | │      | │                 | │                       | │                        | | Arakawa    | Prefectura de Tokio |
| KS04 | Machiya                   | 町屋         | 4.3           | │      | │                 | │                       | │                        | Línea Chiyoda Línea Toden Arakawa | Arakawa    | Prefectura de Tokio |
| KS05 | Senju-Ōhashi              | 千住大橋     | 5.9           | ●      | │                 | │                       | │                        | | Adachi     | Prefectura de Tokio |
| KS06 | Keisei Sekiya             | 京成関屋     | 7.3           | │      | │                 | │                       | │                        | Tobu Skytree Line (Estación Ushida) | Adachi     | Prefectura de Tokio |
| KS07 | Horikiri-Shōbuen          | 堀切菖蒲園   | 8.8           | │      | │                 | │                       | │                        | | Katsushika | Prefectura de Tokio |
| KS08 | Ohanajaya                 | お花茶屋     | 9.9           | │      | │                 | │                       | │                        | | Katsushika | Prefectura de Tokio |
| KS09 | Aoto                      | 青砥         | 11.5          | ●      | ●                 | ●                       | ●                        | Keisei Oshiage Line | Katsushika | Prefectura de Tokio |
| KS10 | Keisei Takasago           | 京成高砂     | 12.7          | ●      | ●                 | ●                       | ●                        | Narita Sky Access Línea Keisei Kanamachi Línea Hokusō | Katsushika | Prefectura de Tokio |
| KS11 | Keisei Koiwa              | 京成小岩     | 14.5          | ●      | │                 | │                       | │                        | | Edogawa    | Prefectura de Tokio |
| KS12 | Edogawa                   | 江戸川       | 15.7          | │      | │                 | │                       | │                        | | Edogawa    | Prefectura de Tokio |
| KS13 | Kōnodai                   | 国府台       | 16.4          | │      | │                 | │                       | │                        | | Ichikawa   | Prefectura de Chiba |
| KS14 | Ichikawa-Mama             | 市川真間     | 17.3          | │      | │                 | │                       | │                        | | Ichikawa   | Prefectura de Chiba |
| KS15 | Sugano                    | 菅野         | 18.2          | │      | │                 | │                       | │                        | | Ichikawa   | Prefectura de Chiba |
| KS16 | Keisei Yawata             | 京成八幡     | 19.1          | ●      | ●                 | ●                       | ●                        | Línea Chūō-Sōbu (Estación Motoyawata) Línea Toei Shinjuku (Estación Motoyawata) | Ichikawa   | Prefectura de Chiba |
| KS17 | Onigoe                    | 鬼越         | 20.1          | │      | │                 | │                       | │                        | | Ichikawa   | Prefectura de Chiba |
| KS18 | Keisei Nakayama           | 京成中山     | 20.8          | │      | │                 | │                       | │                        | | Funabashi  | Prefectura de Chiba |
| KS19 | Higashi-Nakayama          | 東中山       | 21.6          | ●      | │                 | ◇                       | │                        | | Funabashi  | Prefectura de Chiba |
| KS20 | Keisei Nishifuna          | 京成西船     | 22.2          | │      | │                 | │                       | │                        | | Funabashi  | Prefectura de Chiba |
| KS21 | Kaijin                    | 海神         | 23.6          | │      | │                 | │                       | │                        | | Funabashi  | Prefectura de Chiba |
| KS22 | Keisei Funabashi          | 京成船橋     | 25.1          | ●      | ●                 | ●                       | ●                        | Línea Sōbu (Rápido), Chūō-Sōbu Line (Estación Funabashi) Línea Tōbu Noda (Estación Funabashi) | Funabashi  | Prefectura de Chiba |
| KS23 | Daijingu-Shita            | 大神宮下     | 26.4          | │      | │                 | │                       | │                        | | Funabashi  | Prefectura de Chiba |
| KS24 | Funabashi-Keibajō         | 船橋競馬場   | 27.2          | ●      | │                 | │                       | │                        | | Funabashi  | Prefectura de Chiba |
| KS25 | Yatsu                     | 谷津         | 28.2          | │      | │                 | │                       | │                        | | Narashino  | Prefectura de Chiba |
| KS26 | Keisei Tsudanuma          | 京成津田沼   | 32.1          | ●      | ●                 | ●                       | ●                        | Línea Keisei Chiba Línea Shin-Keisei | Narashino  | Prefectura de Chiba |
| KS27 | Keisei Ōkubo              | 京成大久保   | 32.1          | ●      | │                 | │                       | │                        | | Narashino  | Prefectura de Chiba |
| KS28 | Mimomi                    | 実籾         | 34.0          | ●      | │                 | │                       | │                        | | Narashino  | Prefectura de Chiba |
| KS29 | Yachiyodai                | 八千代台     | 36.6          | ●      | ●                 | ●                       | ●                        | | Yachiyo    | Prefectura de Chiba |
| KS30 | Keisei Ōwada              | 京成大和田   | 38.7          | ●      | │                 | │                       | │                        | | Yachiyo    | Prefectura de Chiba |
| KS31 | Katsutadai                | 勝田台       | 40.3          | ●      | ●                 | ●                       | ●                        | Ferrocarril Rápido de Tōyō | Yachiyo    | Prefectura de Chiba |
| KS32 | Shizu                     | 志津         | 42.1          | ●      | ●                 | │                       | │                        | | Sakura     | Prefectura de Chiba |
| KS33 | Yūkarigaoka               | ユーカリが丘 | 43.2          | ●      | ●                 | │                       | │                        | Yamaman Yūkarigaoka Line | Sakura     | Prefectura de Chiba |
| KS34 | Keisei Usui               | 京成臼井     | 45.7          | ●      | ●                 | │                       | │                        | | Sakura     | Prefectura de Chiba |
| KS35 | Keisei Sakura             | 京成佐倉     | 51.0          | ●      | ●                 | ●                       | ●                        | | Sakura     | Prefectura de Chiba |
| KS36 | Ōsakura                   | 大佐倉       | 53.0          | ●      | ●                 | ●                       | │                        | | Sakura     | Prefectura de Chiba |
| KS37 | Keisei Shisui             | 京成酒々井   | 55.0          | ●      | ●                 | ●                       | │                        | | Shisui     | Prefectura de Chiba |
| KS38 | Sōgosandō                 | 宗吾参道     | 57.0          | ●      | ●                 | ●                       | │                        | | Shisui     | Prefectura de Chiba |
| KS39 | Kōzunomori                | 公津の杜     | 58.6          | ●      | ●                 | ●                       | │                        | | Narita     | Prefectura de Chiba |
| KS40 | Keisei Narita             | 京成成田     | 61.2          | ●      | ●                 | ●                       | ●                        | Línea Keisei Higashi-Narita | Narita     | Prefectura de Chiba |
| KS41 | Terminal 2 del aeropuerto | 空港第2ビル  | 68.3          | ●      | ●                 | ●                       | ●                        | Línea Narita | Narita     | Prefectura de Chiba |
| KS42 | Aeropuerto de Narita      | 成田空港     | 69.3          | ●      | ●                 | ●                       | ●                        | Línea Narita | Narita     | Prefectura de Chiba |